# ハインケル HeS 8

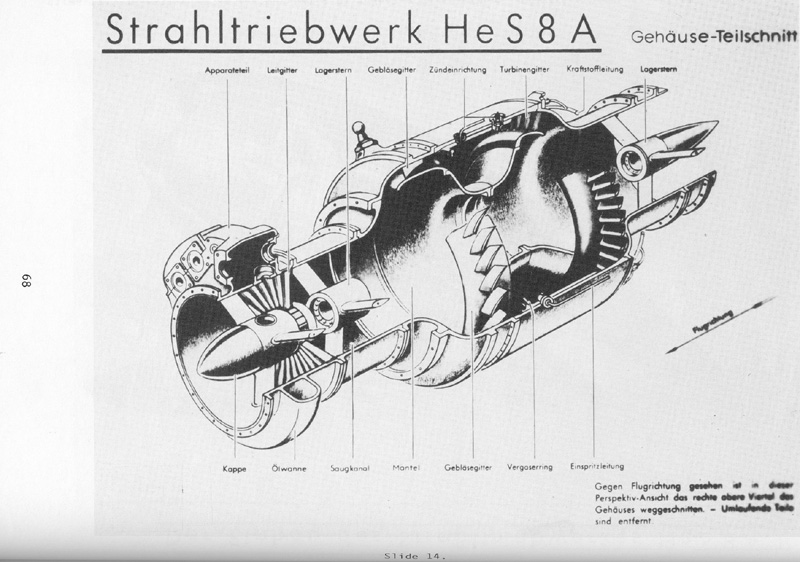
HeS 8の構造。この図では遠心圧縮機とラジアルタービン、および両者を結ぶ軸は表示されていないことに注意

ハインケル HeS 8 (Heinkel Strahltriebwerk 8, HeS 8）は、世界初のジェット戦闘機 He 280 に搭載されたターボジェットエンジン。性能不十分のためドイツ空軍に正式採用を見送られ、試作のみに終わった。

## 概要
前作 HeS 3 を搭載した、世界初のターボジェット推進機 He 178 を1939年8月に進空させたハインケル社 (Ernst Heinkel Flugzeugwerke) は、その初飛行から2ヶ月後の11月1日にエルンスト・ウーデット (Ernst Udet)、エアハルト・ミルヒ (Erhard Milch) ら独空軍省 (Reichsluftfahrtministerium, RLM) 及びナチス高官の前で He 176, He 178 の展示飛行を催し、その場で戦闘機 He 280 の開発契約が結ばれた。
これに先立つ1938年、ユンカース航空エンジン社 (Junkers Motorenbau, JUMO) で軸流式ターボジェットの基礎研究に着手していたルベルト・ヴァクナー (Bearbeiten von Herbert Wagner)、アドルフ・ミューラー (Adolf Müller)  らが、当時最も開発の進んでいたハインケル社に移籍し、そこで遠心式ターボジェットエンジンを担当していたハンス・フォン・オハイン（Hans Joachim Pabst von Ohain) らとは別のチームを組織した。
ミューラーらは軸流式ターボジェット 109/006 (HeS 30) の開発を進める一方、オハインらが一貫して注力して来た遠心式ターボジェットにも技術協力し、部品点数が少なく簡潔で軽量だが大径化が避けられないHeS 3 を更に発展させた HeS 8 双発案を He 280 用に選定して、実用化を急ぐことになった。
この HeS 8 は、軸を延伸してその間にアニュラー型燃焼器を納めることで外径縮小と高圧縮化を図ったが、タービンは従来どおりラジアルタービンを踏襲していた。低効率で信頼性・耐久性にも欠け、静止推力は目標値の700kgに対し500kg内外に留まり、寿命も10時間程度の状態が続いた。
世界初の実用射出座席を装備した試作戦闘機 He 280 は1941年3月31日に初飛行し、3日後に敢行された公開模擬空戦では優速と高上昇力を発揮して Fw 190 を圧倒して見せたが、より斬新な Me 262 を優先する国策は覆らず、正式受注は成らなかった。
航空機メーカーとして、自社のエンジン開発能力の不足を痛感したハインケルは、エンジンメーカーのヒルト社 (Hirth Motoren GmbH) との合併をナチに上申し、その許可を得て開発に拍車を掛けた。
その後も HeS 8 の開発は継続され、前置軸流圧縮器を1段追加し、遠心圧縮器のガイドベーンを変更するなどの改良が施された結果、静止推力は600kg程度まで向上したが、軸流式の HeS 30 と社内競作であったため開発資源と人材が分散したこと、HeS 8 の基本設計ではこれ以上の発展が見込めないと判断されたことから、BMW 003 (109/003) 、Jumo 004 (109/004) の実用化に目処が付いた1943年3月には、He 280 も計9機をもって計画放棄を余儀なくされた。
オハインのチームの難航振りを憂慮した空軍省 (Reichsluftfahrtministerium, RLM) 技官のヘルムート・シェルプ (Helmut Schelp)も、ユンカース社 (Junkers Flugzeug- und Motorenwerke) で Jumo 004 の基本設計を終えたマックス・ベンテレ (Max Bentele) らを新生ハインケル・ヒルト社に移籍させ、高出力な軸流・遠心ハイブリッド構成の HeS 011 プロジェクトに参加させたが、技術趣味的な設計変更が重なり、第2次世界大戦中に
完成を見なかった。

## 設計と開発
遠心式圧縮機の主な問題はエンジン直径が大きい事であった。オハインはこの問題点を1937年のHeS 1を開発している時点から認識していた。HeS 1は、単板遠心式圧縮器とタービン部を背中合わせに配置し、その間の外周にドーナツ状のアニュラ型燃焼器を設けていて、甚だエンジン直径の大きなものだった。彼の最初の対策は、背中合わせに配置されていた圧縮機とタービンを分離し、その間に出来た空間に燃焼室を配置しエンジン直径をコンパクトにすることだった。オハインは、この対策を施したHeS 3を開発した。しかし、この原型の燃焼室配置は、エンジン直径を小さくした反面、不完全燃焼を生じさせてしまった。結局、その更新型のHeS 3bでは、圧縮機とタービンの間に燃焼室を配置するデザインを放棄し、燃焼室はアニュラ・リバースフロー型を採用した。燃焼室自体は、遠心式圧縮機の前方に配置した為、原型ほどではないがエンジン直径がそれほどに大きくならないようにした。HeS 3bによってエンジン直径の問題は改善されたが、依然としてオハインは圧縮機とタービンの間に燃焼室を配置するデザインはエンジン直径の問題の有効な解決策であると思い、彼はHeS 8の開発を開始した。
HeS 8以前の形式では、燃焼室に出入りする空気の流路となる空間を遠心圧縮機の外側に設けなければならず、その分エンジン直径を大きくしていた。HeS 8では、圧縮機とタービンの間に燃焼室を配置するデザインを採用し、エンジン直径はほぼ遠心圧縮機の円盤の大きさに収まるよう計画された。
それ以前の形式のエンジンは遠心式圧縮機が不安定でエアインテークからの空気の流れを妨げていたが、HeS 8は、HeS 3やHeS 6と同様に遠心式圧縮機の入り口前にインデューサーを装備し、流入空気に遠心式圧縮機の回転方向と同じ回転を与えて解決した。インデューサーのブレードは14枚であり、遠心圧縮機のブレードは19枚であった。インデューサーと圧縮機はともアルミニウム合金の切削加工によって作られ、HeS3およびHeS6までのリベット組み立てより強度が増していた。タービンは14枚のブレードから成り、鋼製で冷却は行われなかったので、設計の段階では常識としては燃焼ガスの高温により焼損すると思われていた。両圧縮機と1段のタービンは中空のシャフトに接合され、3個のボールベアリングで本体に支持されていた。燃焼室は、2つのディフューザーにより構成され、圧縮機からの空気の速度を減速して2通りの異なる深さの128個のインジェクターから燃料を噴射した。始動装置を含むいくつかの補機類は、インデューサー付近の直径が小さくなった部分の周りに配置され、全体の直径が大きくならないように工夫された。
開発は遅々として進まず、その為He280試作機は1940年9月に準備ができていたがエンジンは飛行できる状態ではなかった。試作機はエンジンが機体に搭載されるまで滑空試験を行った。エンジンが最終的に完成したのは1941年初頭の事でその時点でも推力はわずか500kgで計画の700kgには遠く及ばなかった。エンジンは後に搭載されHe280は1941年4月2日にエンジンから燃料が漏れていたのでカウリングを外して初飛行した。3日後にその航空機は航空省のパーティーで展示され、航空省の人々は感銘を受けハインケルの計画を全面的に支持した。

## 計画の中止
エンジンの開発は行き詰り1942年初頭でも推力はわずか550kgに過ぎなかった。15番目の試作機からは単段の軸流圧縮機を遠心圧縮機の後部に追加し、16番目からは新しい圧縮機の空気流路を取り入れた。全部で30基が完成し、後期の形式は600kgの推力を発した。しかしこの時点でハインケル自身によるHeS 30を含む全軸流式の設計は順調だった。
航空省からジェットエンジンの開発に加わったヘルムート・シェルプは003と004は"十分良好"としてハインケルの既存の設計をすべて中止する決断をした。その代わりに"クラスⅡ"の後にHeS 011として進化するエンジンの設計を持ちかけた。

## 系列
HeS 8の設計を元に複数の改良型が検討されたが実現には至らなかった。HeS 9は軸流式圧縮機を備え遠心式圧縮機をシュレプが支持した新しいダイアゴナル圧縮機に換装した。この設計に関しては航空省が10基注文したがそれらは作られ無かったことが知られている。その配置は後にHeS 011の開発に使用された。同様の改良型であるHeS 10はHeS 8エンジンの内部により大型のナセルを設置した事により吸気口のインペラーが拡張されエンジンよりも大きくなった。HeS 10は現在ターボファンと呼ばれているエンジンの最初の例である。
ファンを駆動するために排気からより多くの力を抽出するためにHeS 8の既存のラジアルタービンの後部に短軸の軸流式タービンが追加された。HeS 10と近代的なターボファンエンジンの本質的な違いはファンとコアの動力が独立しておらず軸流タービンと分離されていない点だが、分離のための変更は容易だったと思われる。

## 仕様
試作16号機:
- 寸法: 全長:1.6 m, 直径:0.775 m
- 重量: 380 kg
- 推力: 600 kg @ 13,500 r.p.m.
- 圧縮比: 2.7:1